# 嬰兒山脈
嬰兒山脈（英語：Papoose Range）是美國一座山脉，位於内华达州林肯郡。